# Ligne M4 du métro de Bucarest
Pour les articles homonymes, voir Ligne M4.
La ligne M4 du métro de Bucarest est l'une des quatre lignes du réseau métropolitain de la ville de Bucarest. 

## Histoire
La première section, longue de 7,44 kilomètres, est mise en service le 1er mars 2000, elle comporte quatre stations : Gara de Nord 2, Basarab 2, Grivița et 1 Mai,.
Elle est prolongée le 1er juillet 2011 avec la création de deux nouvelles stations : Jiului et Parc Bazilescu,, puis avec deux autres stations en 2017 : Laminorului et Străulești,

## Caractéristiques

Tracé de la ligne

Située au nord-est de la ville, la ligne est entièrement dans le secteur 1 de Bucarest.
|   | Station        | Quartier                  | Secteur | Correspondances             |
| - | -------------- | ------------------------- | ------- | --------------------------- |
| • | Străulești     | lac Străulești            |         |                             |
| • | Laminorului    | Zone industrielle Laromet | 1       |                             |
| • | Parc Bazilescu | Parc Bazilescu            | 1       |                             |
| • | Jiului         | Pajura                    | 1       | Tram 24                     |
| • | 1 mai          | 1er mai                   | 1       | Tram 3, 24 et 45            |
| • | Grivița        | Primâverii                | 1       |                             |
| • | Basarab        |                           | 1       | M1 • CFR • Tram 1, 10 et 44 |
| • | Gara de Nord   | Gara de Nord              | 1       | M1 • CFR • Tram 44 et 45    |

## Travaux en cours
Au début de l'année 2015, le chantier en cours concerne le prolongement de la ligne de Parc Bazilescu à Străulești, via Laminorului.  Avec en complément la création du dépôt : Depou Străulești.